# Maryna Bej-Romanchuk
Maryna Bej-Romanchuk (en ucraniano: Марина Бех-Романчук, nacida como Maryna Bej, Jmelnitski, 18 de julio de 1995) es una deportista ucraniana que compite en atletismo, especialista en las pruebas de salto de longitud y triple salto.

## Trayectoria
Ganó dos medallas de plata en el Campeonato Mundial de Atletismo, en los años 2019 y 2023, y una medalla de plata en el Campeonato Mundial de Atletismo en Pista Cubierta de 2022.
Además, obtuvo dos medallas en el Campeonato Europeo de Atletismo, en los años 2018 y 2022, y dos medallas en el Campeonato Europeo de Atletismo en Pista Cubierta, en los años 2019 y 2021.
En los Juegos Europeos de Cracovia 2023 consiguió una medalla de oro en la prueba de triple salto.
Participó en tres Juegos Olímpicos de Verano, entre los años 2016 y 2024, ocupando el quinto lugar en Tokio 2020 y el undécimo en París 2024, en el salto de longitud.
En agosto de 2025 fue sancionada debido al alto nivel de testosterona registrado en un control antidopaje con una suspensión de cuatro años, efectiva a partir del 13 de mayo de ese año.
Está casada con el nadador Myjailo Romanchuk.

## Palmarés internacional
| Campeonato Mundial                   | Campeonato Mundial    | Campeonato Mundial | Campeonato Mundial |
| Año                                  | Lugar                 | Medalla            | Prueba             |
| ------------------------------------ | --------------------- | ------------------ | ------------------ |
| 2019                                 | Doha (Catar)          | Medalla de plata   | Salto de longitud  |
| 2023                                 | Budapest (Hungría)    | Medalla de plata   | Triple salto       |
| Campeonato Mundial en Pista Cubierta |                       |                    |                    |
| Año                                  | Lugar                 | Medalla            | Prueba             |
| 2022                                 | Belgrado (Serbia)     | Medalla de plata   | Triple salto       |
| Juegos Europeos                      |                       |                    |                    |
| Año                                  | Lugar                 | Medalla            | Prueba             |
| 2023                                 | Chorzów (Polonia)     | Medalla de oro     | Triple salto       |
| Campeonato Europeo                   |                       |                    |                    |
| Año                                  | Lugar                 | Medalla            | Prueba             |
| 2018                                 | Berlín (Alemania)     | Medalla de plata   | Salto de longitud  |
| 2022                                 | Múnich (Alemania)     | Medalla de oro     | Triple salto       |
| Campeonato Europeo en Pista Cubierta |                       |                    |                    |
| Año                                  | Lugar                 | Medalla            | Prueba             |
| 2019                                 | Glasgow (Reino Unido) | Medalla de bronce  | Salto de longitud  |
| 2021                                 | Toruń (Polonia)       | Medalla de oro     | Salto de longitud  |